# Primera Iglesia Evangélica Metodista de Buenos Aires
Primera Iglesia Evangélica Metodista de Buenos Aires es un templo metodista ubicado en la Avenida Corrientes de la Ciudad de Buenos Aires. Fue la primera iglesia metodista en Sudamérica, estando presente desde 1836.

## Historia
La iglesia metodista en Argentina tiene sus orígenes en la era de la Confederación Argentina,. tarea que le fue confiada al reverendo neoyorquino John Dempster, con la intención de tener un templo para las comunidades protestantes inglesas, estadounidenses y alemanas afincadas en el país.
El primer templo se encontraba en la calle Cangallo (actualmente Tte. Gral. Juan Domingo Perón), entre 25 de Mayo y Reconquista, en el barrio de San Nicolás. El nuevo templo, de estilo neogótico, es obra del arquitecto Enrique Hunt, y fue inaugurado en 1874, en su actual emplazamiento en la Avenida Corrientes 718. Sus vitrales tienen corderos y cruces; en su interior cuenta con un órgano de la firma británica Forster and Andrews de 1882, único en Buenos Aires.
Una de las modificaciones posteriores del templo fue una casa parroquial, que en sus inicios tenía balcones con vistas al Río de la Plata.
El templo fue declarado de «Interés cultural» por la Legislatura de la Ciudad de Buenos Aires en el año 2000.

## Órgano
El Órgano de la Primera Iglesia Evangélica Metodista fue fabricado por la firma inglesa Forster and Andrews en 1882, cuenta con 1700 tubos en 29 registros, originalmente tenía dos manuales y pedalera, pero se le adicionó un tercer manual con cinco registros más. Es uno de los pocos órganos de origen inglés en Argentina.